# Nachtschicht – Ein Mord zu viel
Nachtschicht – Ein Mord zu viel ist ein deutscher Fernsehfilm von Lars Becker aus dem Jahr 2011. Es ist der neunte Teil der Krimiserie Nachtschicht und wurde am 17. Januar 2011 erstmals im ZDF ausgestrahlt.
Eine Mordserie beschäftigt das Hamburger KDD-Team, das schnell einen Hauptverdächtigen hat.

## Handlung
Der Gewaltverbrecher Pinky Brühl muss sich vor Gericht für mehrere Morde verantworten. Sein Rechtsanwalt Kurt Rockenbach hat ein psychologisches Gutachten erstellen lassen, wonach sein Mandant aufgrund einer extremen Psychose nicht schuldfähig ist. Brühl hält sich allerdings für sehr normal und will sich nicht als Psychopath abstempeln lassen. Als dann in der Verhandlung von vier Opfern gesprochen wird, er sich aber nur an drei Taten erinnern kann, tickt Brühl aus und kann trotz Bewachung fliehen. Der Kriminaldauerdienst wird verständigt und versucht den Flüchtigen zu finden, der als hochgradig gefährlich gilt. Gerade erst wurde in der Kanalisation die Leiche einer jungen Frau gefunden. Die Todesumstände weisen starke Parallelen zu dem vierten Mord auf, für den sich Pinky Brühl gerade vor Gericht befand. Die Psychologin Iris Wilhelmina bescheinigt Brühl zwar ein von ihm derzeit noch nicht kontrollierbares Gewaltpotential, hält ihn aber ansonsten nicht für gemeingefährlich, da seine Taten stets in Zusammenhang mit persönlichen Konflikten standen. Frauenmorde mit Verstümmelung und Folter passen für die Psychologin nicht in sein Schema. Lisa Brenner kennt ihre Kollegin Iris sehr gut und hofft, dass sie sich nicht täuscht, weil solche Täter oft genau wissen, wie sie sich den Therapeuten gegenüber verhalten müssen.
Nachdem die Kriminaltechnik herausfindet, dass die beiden letzten Frauenmorde eindeutig vom gleichen Täter stammen müssen, ist Brühl für diese beiden Taten auszuschließen, denn zum Zeitpunkt des letzten Mordes befand er sich in Polizeigewahrsam. So gilt es, einen zweiten Mörder zu finden. Lisa Brenner und Mimi Hu verdächtigen Danny Osterwald, den Verlobten des letzten Opfers. Er ist wegen wiederholter sexueller Nötigung vorbestraft und benimmt sich ein wenig auffällig. Als sich herausstellt, dass er auch das erste Opfer kannte, wird er vorläufig festgenommen. Allerdings muss er wieder freigelassen werden, als sich sein angegebenes Alibi zur Tatzeit des letzten Mordes bestätigt.
Pinky Brühl wendet sich inzwischen an seinen Anwalt und bittet ihn um Hilfe. Er will auf eigene Faust die Unschuld für den ihm zur Last gelegten vierten Mord beweisen. Aufgrund von Zeugenaussagen finden Erichsen, Brenner und Hu die Spur zu den beiden. Eine Festnahme misslingt jedoch und Brühl ist weiter auf der Flucht.
Lisa Brenner ist davon überzeugt, dass die beiden Frauenmorde bewusst so erfolgten, damit Pinky Brühl dafür verantwortlich gemacht wird. Ein Strafvollzugsbeamter berichtet von einem Streit zwischen Brühl und Osterwald, sodass dieser erneut unter Tatverdacht gerät und nach ihm gefahndet wird. Nachdem er sich bei der Psychotherapeutin meldet, kann er wieder festgenommen werden. Im Verhör leugnet er, Frauen Gewalt antun zu können. Er würde lediglich verbal und mit ständiger Präsenz daran arbeiten, dass Frauen, die er begehrt, ihn wahrnehmen würden. Gewalt wäre für ihn keine Lösung, da kenne er ganz andere, die sich einfach nähmen, was sie wollten. Auf Nachfrage der Ermittler nennt er den Vollzugsbeamten Edgar Danziger. Erichsen und Brenner gehen diesem Hinweis nach. Sie können jedoch nicht mehr verhindern, dass Danziger die Psychotherapeutin in seine Gewalt bringt. Ihr gegenüber zeigt er sich als kranker Psychopath, der einen generellen Groll gegen Frauen hat und seine Taten anderen Straftätern unterschiebt. Als das KDD-Team Iris Wilhelmina findet, liegt sie bereits, wie das letzte Mordopfer, in einem Sack in der Kanalisation – aber sie lebt noch.
Auch Brühl findet die Spur zu Danziger. Noch ehe die Polizei den Mann festnehmen kann, will er ihn erschießen. Brenner kann ihn zum Aufgeben bewegen und er wird zusammen mit Danziger festgenommen.

## Rezeption

### Einschaltquote
Bei der Erstausstrahlung als „Fernsehfilm der Woche“ am Montag, den 17. Januar 2011, erreichte der Film 6,08 Millionen Zuschauer und 17,8 Prozent des Gesamtmarktanteils.

### Kritiken
„Als Regisseur macht Lars Becker seine Sache ausgezeichnet: Optisch umgesetzt ist das recht gut, und die Schauspieler agieren durchweg hervorragend. […] Aber oh weh, die Handlung selbst ist dermaßen voller Logikfehler, dass man schnell den roten Faden verliert und damit auch das Interesse. Lars Becker hätte die Geschichte dringend überarbeiten müssen. Oder noch besser gleich in die Tonne hauen – manche Geschichten taugen einfach nichts, besonders wenn man sie auf die wenigen Stunden einer einzigen Nacht komprimiert erzählen will.“

„Der ZDF-Montagskrimi leistet sich […] Unsauberkeiten …, die den Zuschauer immer wieder aus der Spannungskurve werfen. Und das ist schade. Denn die Story ist nett, und einige der Dialoge sind großartig geraten. […] Abgesoffen in leider allzu vielen Schludrigkeiten.“

Die Kritiker der Programmzeitschrift TV Spielfilm fanden, der „knackige Fall“ mit seinem „glänzenden Ensemble“ sei ein „toller Balanceakt zwischen Seriosität und Ironie“ und vergaben einen symbolischen „Daumen nach oben“.
Der Film erschien zusammen mit Nachtschicht – Reise in den Tod auf DVD.